# Ar 197戰鬥機
德國的阿拉多Ar 197艦上戰鬥機，原本是德國要裝備在齊柏林航空母艦上的艦上戰鬥機，後來德國的航母計劃因為德國空軍總司令赫爾曼戈林的反對而流產，所以這架艦上戰鬥機的生產計劃也因此不了了之。

## 規格
- 成員：1
- 發動機：1 × BMW 132 風冷式星型活塞發動機，880馬力(656千瓦)。
- 螺旋槳：三葉金屬製螺旋槳。
- 武裝：
  - 2 × 7.92×57mm MG 15機槍(每挺各500發子彈)
  - 1 × 20 mm MG FF機炮(60發子彈)，也有其它資料顯示Ar 197戰機上面的20 mm MG FF機炮安裝了兩門。
  - 4 × 50 kg (110 lb)炸彈